# Evelina Mount
Pour les articles homonymes, voir Mount.
 (juin 2023).
Le contenu est difficilement compréhensible vu les erreurs de traduction, qui sont peut-être dues à l'utilisation d'un logiciel de traduction automatique.
Evelina « Nina » Mount (1837-1920) est une artiste américaine du XIXe siècle. Née à Stony Brook, dans l'État de New York en 1837, fille d'un artiste, Evelina est initiée à l'art dès son plus jeune âge par son père, Henry Mount, et ses oncles paternels, Shepard Alonzo Mount (en) et William Sidney Mount, ce dernier étant son mentor pendant les trois premières décennies de sa vie. Elle est surtout connue pour ses natures mortes florales et ses paysages.

## Jeunesse
Evelina Mount, surnommée « Nina », est née le 31 juillet 1837. Ses parents sont Henry Smith Mount (1802-1841) et Mary Bates Ford (1805-1887). Elle a cinq frères et sœurs : Julia Hawkins (1827-1855), Elizabeth Reeves (1829-1911), Henry John (1832-1894), Thomas Sheppard « Judge » (1834-1900) et Malcolm (1839-1887). Le père d'Evelina est connu pour ses talents artistiques en tant que peintre de natures mortes et en lettres. Il meurt en 1841 de la tuberculose, alors qu'Evelina n'a que quatre ans,.
Elle grandit à Stony Brook, New York, dans la William Sidney Mount House (en) où elle vit la majeure partie de sa vie, à l'exception de courts séjours périodiques à New York.
Au cours des années 1840, la famille de Shepard Alonzo Mount et William Sidney Mount, les oncles d'Evelina, s'installent chez sa famille ; artistes, ils encouragent la jeune fille à s'intéresser à l'art.

## Éducation et formation
Ayant grandi au milieu du XIXe siècle, Evelina Mount est l'une des rares femmes de Long Island à dépasser les contraintes de son temps, en termes de normes sociales et de bienséance, pour devenir une artiste à succès. L'une des principales raisons est son lien familial avec ses oncles, en particulier William Sidney Mount.
William est un mentor pour la jeune femme et lui enseigne l'art de manière informelle, en la faisant pratiquer, mais aussi observer. Il l'aide en la conseillant notamment sur la perspective et le choix des couleurs, en commentant son travail et, lorsqu'on lui demande, en ajoutant quelques touches finales. Plusieurs des peintures d'Evelina sont des copies de peintures de William avec de petits changements ou des ajouts « féminins ». Par exemple, l'huile sur toile d'Evelina Mount House from Road est une réplique méticuleuse de l'huile de William The Mount House (1854), à laquelle est ajoutée une figure de femme en bonnet à l'arrière-plan, qui se tient à côté de la figure masculine de l'œuvre originale.
William Sidney Mount encourage Evelina à poursuivre une formation artistique formelle à New York dans les années 1850. En 1867-1868, Evelina entreprend des études avec l'artiste de la Hudson River School, James McDougal Hart (en).
Entre 1871 et 1878, Evelina expose un total de sept peintures aux expositions annuelles de l'Académie américaine des beaux-arts, dont six natures mortes florales. Elle expose une unique autre fois, une seule peinture, Vase of Flowers, à l'Academy of Design de Chicago.
Bien qu'elle soit considérée comme la première femme artiste professionnelle de Long Island, Evelina vent rarement ses œuvres ; elle les offre plutôt à sa famille et à ses amis.

## Style et technique

### Natures mortes
Evelina Mount est surtout connue pour ses peintures de natures mortes florales . Elle s'efforce de représenter ses fleurs de manière conventionnelle, ce qui caractérise un des styles d'arts populaires de la fin des années 1850. Ses premières représentations de fleurs sauvages, par exemple son huile sur toile intitulée Daisies, reflètent clairement la représentation conventionnelle de la nature dans un cadre extérieur.
Elle s'intéresse également aux compositions florales éparpillées au hasard qui sont aussi des exemples du style populaire de cette époque (voir exemple Roses et Fuchsia, 1867, huile sur toile). Le placement de ces fleurs sur une table avec un arrière-plan minimal reflète le désir de Nina de conserver ces compositions dans un espace logique et contenu.
Après sa formation avec James McDougal Hart à la fin des années 1860, un changement s'opère dans son style de natures-mortes florales. Elle s'éloigne de ses représentations conventionnelles et explore des points de vue plus uniques. Sa peinture à l'huile Floral Wreath représente ainsi une couronne attachée à une branche suspendue dans l'espace.
Ses natures-mortes, bien que souvent non datées, peuvent l'être par comparaison à celles qui le sont ainsi qu'au style de représentation.

### Paysages
Si Evelina Mount est connue pour ses natures mortes florales, ses peintures de paysages sont également remarquables. Comme son oncle et mentor William Sidney Mount, Nina préfère peindre la région qui lui était la plus familière, sa ville natale de Stony Brook à Long Island. Beaucoup de ses paysages présentent la maison des Hawkins-Mount et les lieux où elle a vécu la majeure partie de sa vie. Ces peintures reflètent son amour de la région ainsi que les possibilités infinies de peinture de l'ancienne ferme et de la propriété environnante. Ces œuvres sont les seules preuves visuelles d'existence de certains bâtiments locaux, tels que le moulin de Setauket et la ferme Longbotham.
Evelina Mount participe également au mouvement de la peinture en plein air, populaire de son temps. Par exemple, son huile sur toile The Dock House, Stony Brook, qui a été peinte à l'extérieur, reflète la spontanéité et la fraîcheur associées aux œuvres réalisées en plein air.
Contrairement à ses natures-mortes florales, le style de ses paysages n'a pas radicalement changé, ce qui rend difficile la datation de ces œuvres.

## Fin de vie
Evelina Mount cesse de peindre dans les années 1890. Les raisons de son abandon de l'art ne sont pas claires, mais peuvent être en partie dues à la mort de son oncle et mentor, William Sidney Mount en 1868 et à son éloignement avec la scène artistique new-yorkaise.
Evelina Mount fait un accident vasculaire cérébral en 1910 et se retrouve en fauteuil roulant jusqu'à sa mort, à l'âge de 83 ans, le 24 juillet 1920. Elle est enterrée aux côtés de sa sœur Elizabeth dans le cimetière presbytérien de Setauket, dans l'État de New York, où son oncle, William Sidney Mount est également enterré.

## Collections notables
- Le Long Island Museum of American Art, History, and Carriages (en) possède 96 œuvres d'Evelina Mount, soit la majorité de ses dessins et peintures connus.